# BR-Klasse 56
Die Klasse 56 der British Rail, auch unter dem Namen „Gridiron“ bekannt, ist eine Baureihe von Diesellokomotiven mit elektrischer Leistungsübertragung für den schweren Güterzugdienst, die von 1976 bis 1984 von Electroputere in Rumänien und British Rail Engineering in England gebaut wurde.

## Geschichte

### Entwicklung

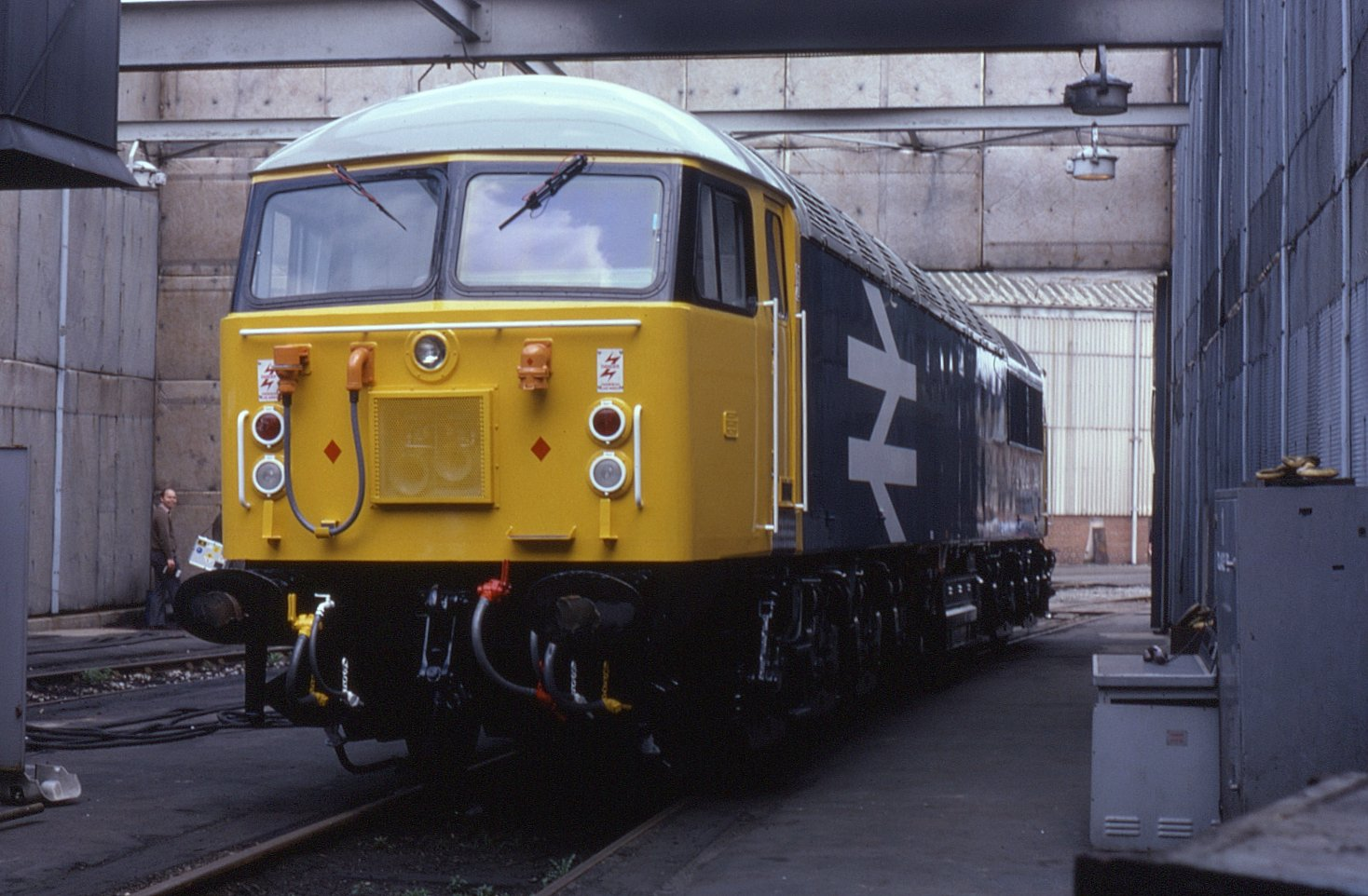
56 107 zur Auslieferung bei Doncaster Works (Mai 1982)

Der Traktionswechsel von Dampftraktion zu Dieseltraktion war bei British Rail mit der vollständigen Indienststellung der Klasse 47 im Jahr 1968 abgeschlossen. Von der Klasse 47 wurden über 500 Exemplare hergestellt, sodass vorerst kein Bedarf an weiteren Lokomotiven bestand. Als sich 1973 die Ölkrise anbahnte, registrierte British Rail ein stark erhöhtes Transportaufkommen im Kohleverkehr, das mit den Lokomotiven der Klasse 47, die über eine für schwere Kohlezüge eher geringe Leistung von 1.925 kW verfügte und teilweise keine Mehrfachtraktion erlaubte, nicht bewältigt werden konnte. British Rail zog für kurze Zeit eine Eigenkonstruktion in Erwägung, doch um die Zeit bis zum Einsatz im Regelbetrieb möglichst kurz zu halten, entschied man sich für einen Auftrag an Brush Electrical Machines in Loughborough. Aufgrund von fehlenden Kapazitäten des Brush-Werkes in Loughborough erfolgte dort nur die Herstellung einzelner Teile der Lokomotiven. Die Endmontage fand bei Electroputere in Rumänien statt. Die ersten der ausgelieferten Maschinen waren jedoch mit Fabrikationsfehlern versehen und erschienen im Alltagsdienst als nicht zuverlässig. British Rail entschied sich daher gegen eine Fortführung dieser Produktionsmethode; die Endmontage fand ab der 31. Lokomotive im Werk Doncaster der BR-Tochtergesellschaft British Rail Engineering statt. Die letzten 20 der 135 Lokomotiven der Klasse 56 wurden bei British Rail in Crewe hergestellt. Eine Option auf weitere Lokomotiven wurde nicht eingelöst, stattdessen erfolgte die Fertigung der einfacher konstruierten, aber kostengünstigeren Klasse 58.

### Betrieb

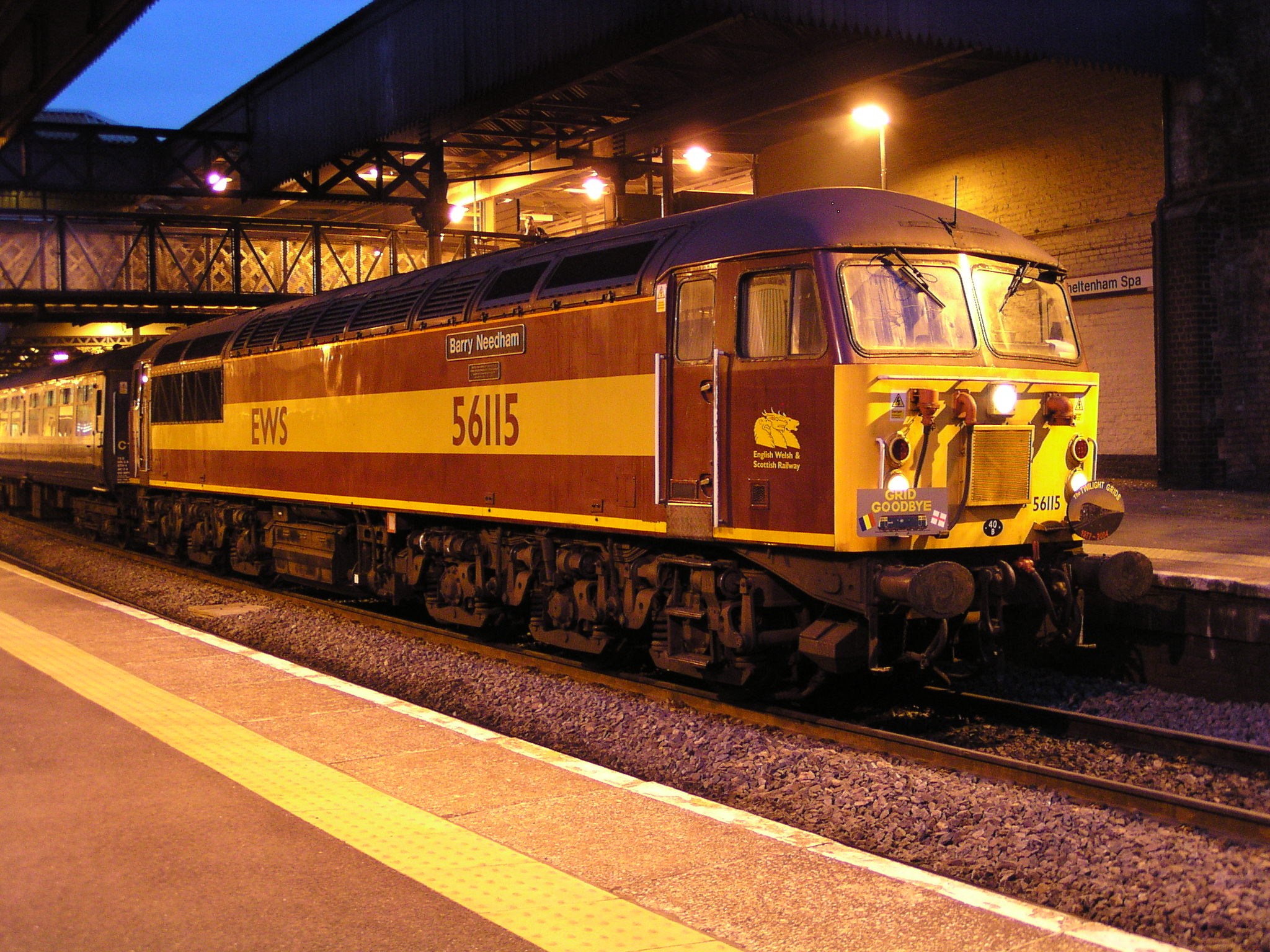
56 115 der EWS mit Sonderzug (März 2004)

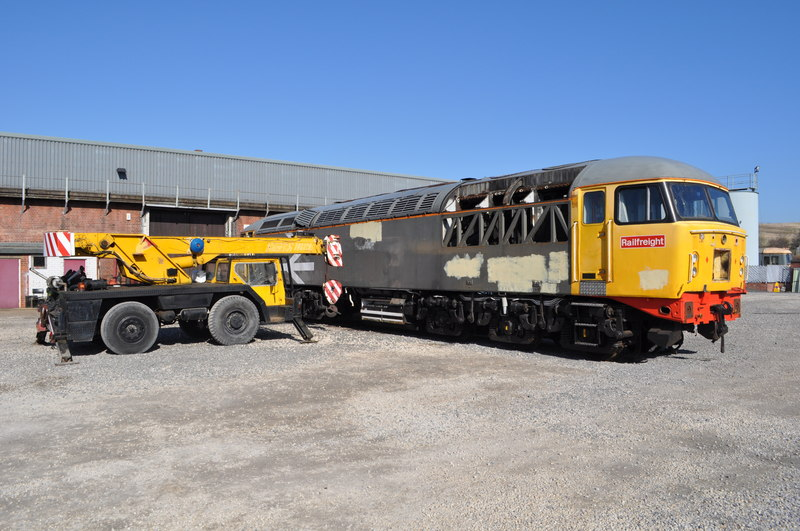
Ausgemusterte 56 040 als Ersatzteilspender in Barrow Hill (März 2011)

Nach Beseitigung anfänglicher Fehler liefen die Lokomotiven der Klasse 56 vergleichsweise zuverlässig. In der Anfangszeit erfolgte der Einsatz hauptsächlich vor schweren Stahl- und Kohlezügen in Wales und Nordengland, dabei wurden Einsatzgebiete der Klasse 47, die stattdessen vor Personenzügen eingesetzt wurde, und der Klasse 20, die nur über 750 kW Leistung verfügte, übernommen. Als 1989 die Klasse 60 erschien, von der 100 Exemplare hergestellt wurden, wechselten die Maschinen der Klasse 56 in den leichteren Güterzugdienst. 1998 erfolgte die Markteinführung der Klasse 66 durch General Motors. Diese Lokomotive löste in zahlreichen Verkehrsunternehmen, in denen die British Rail im Zuge der Privatisierung aufgegangen war, die weniger effiziente Klasse 56 ab; innerhalb eines kurzen Zeitraums wurde mehr als der halbe Bestand abgestellt. Auch wenn einige Maschinen durch Verkauf kurzzeitig reaktiviert werden konnten, sank die Zahl der aktiven Lokomotiven der Klasse 56 bis zum Jahr 2003 auf 25, die hauptsächlich für die English, Welsh & Scottish Railway fuhren. Wegen Umstrukturierungsmaßnahmen innerhalb dieser Bahngesellschaft endete der Einsatz der letzten Maschinen der Klasse 56 im März 2004.
Der reguläre Einsatz der Maschinen endete nach einem für Lokomotiven relativ kurzen Zeitraum von 20 bis 25 Jahren. Dementsprechend wurden nicht wenige Lokomotiven, anstatt zerlegt zu werden, lediglich auf Abstellgleisen geparkt, sodass Reaktivierungen möglich waren. Diese erfolgten unter anderem für den Einsatz als Bauzug-Lokomotiven bei der Realisierung der LGV Est européenne in Frankreich. Insgesamt wurden für diese Maßnahme 30 Lokomotiven durch den Eurotunnel überführt, die nach Fertigstellung der Hochgeschwindigkeitsstrecke wieder in das Vereinigte Königreich zurückkehrten. Einige kleinere Bahngesellschaften reaktivierten einzelne Maschinen der Klasse 56, darunter Fastline und Colas Rail. Eine einstellige Zahl an Lokomotiven befindet sich noch heute im Einsatz.
Drei Maschinen wurden museal erhalten und werden vor Sonderzügen eingesetzt.

## Technik

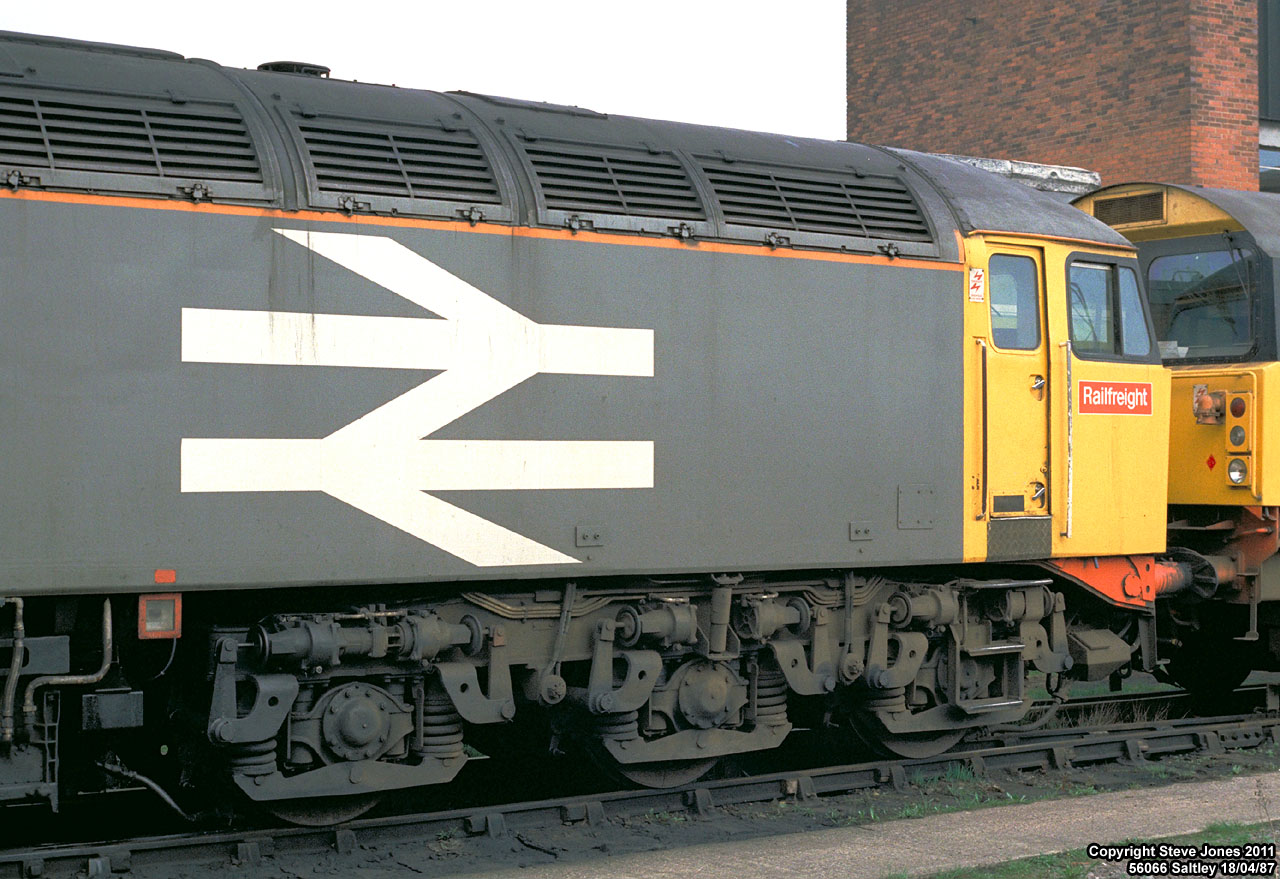
Drehgestell einer Class 56 mit gut erkennbarer Radsatzfederung und vier Bremszylindern pro Radsatz

Bei der Class 56 bilden Rahmen und Lokkasten gemeinsam die tragenden Elemente der Lokomotive. Dies führt zu einer günstigen Gewichtsverteilung, erschwert jedoch die Instandsetzung nach leichteren Unfällen gegenüber der konventionellen Bauweise.
Die Antriebseinheit mit Dieselmotor und Hauptgenerator lieferte English Electric. Antriebsaggregate ähnlichen Typs wurden schon vor Beginn des Zweiten Weltkriegs in Diesellokomotiven für den Rangierdienst eingebaut, für den Einsatz in Streckenlokomotiven erfolgte 1947 eine Leistungssteigerung auf 1190 kW (1620 PS). Bis zum Jahr 1973 gelang es English Electric, die Leistung des 16-Zylinder-Motors auf 2625 kW (3570 PS) zu steigern. Um die Lebensdauer zu erhöhen, drosselte die British Rail die im Betrieb erreichbare Leistung auf 2425 kW (3300 PS).
Der Lokomotivkasten liegt auf zwei dreiachsigen Drehgestellen auf. Die Radsätze werden von jeweils vier Schraubenfedern abgefedert. Der Lokomotivrahmen wird ebenfalls durch Schraubenfedern auf dem Drehgestellrahmen abgestützt und ist beidseits über einen Schwingungsdämpfer mit diesem verbunden, der bei hohen Geschwindigkeiten die Laufruhe verbessert. Jeder Radsatz wird von vier Bremszylindern gebremst.

Bilder
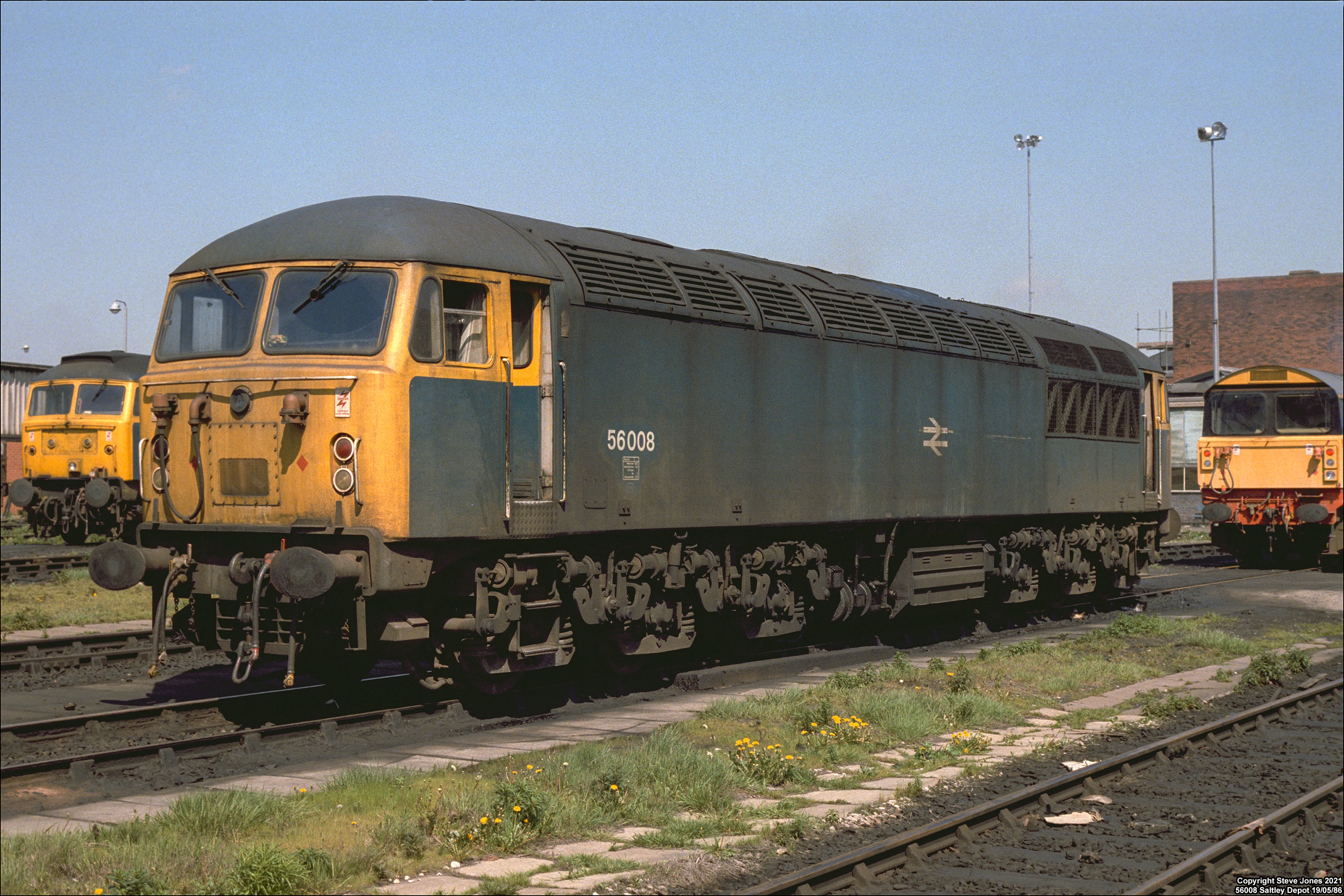
56 008 abgestellt in Saltley (1986)
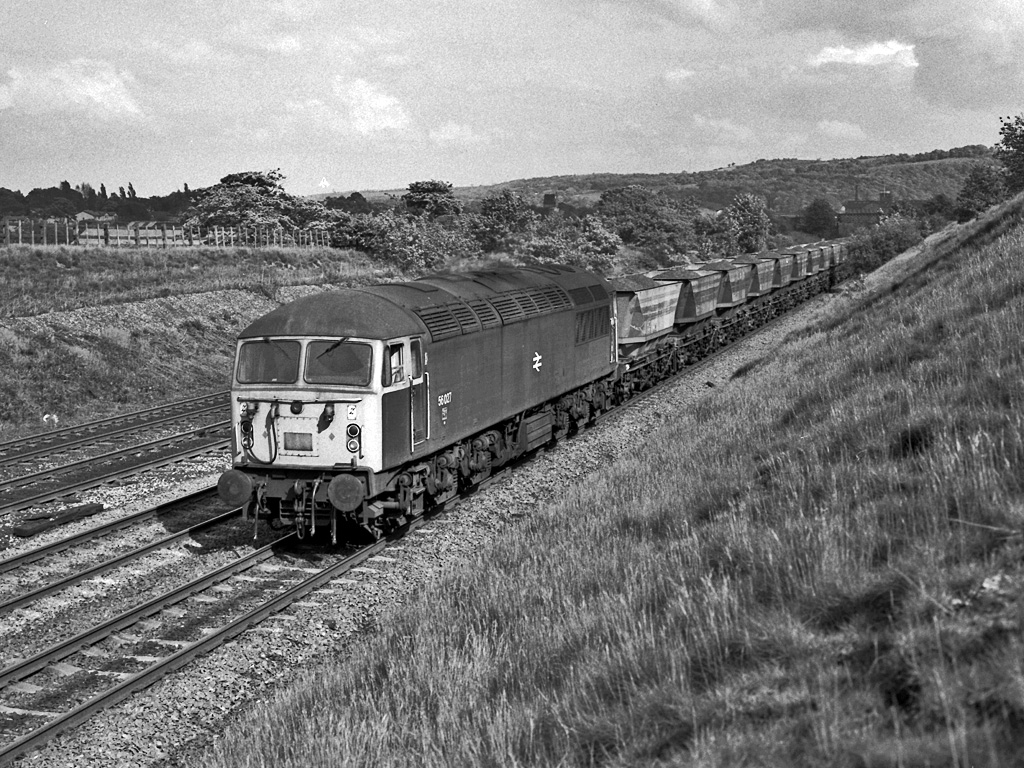
56 027 mit Kohlezug nahe Mirfield (1983)
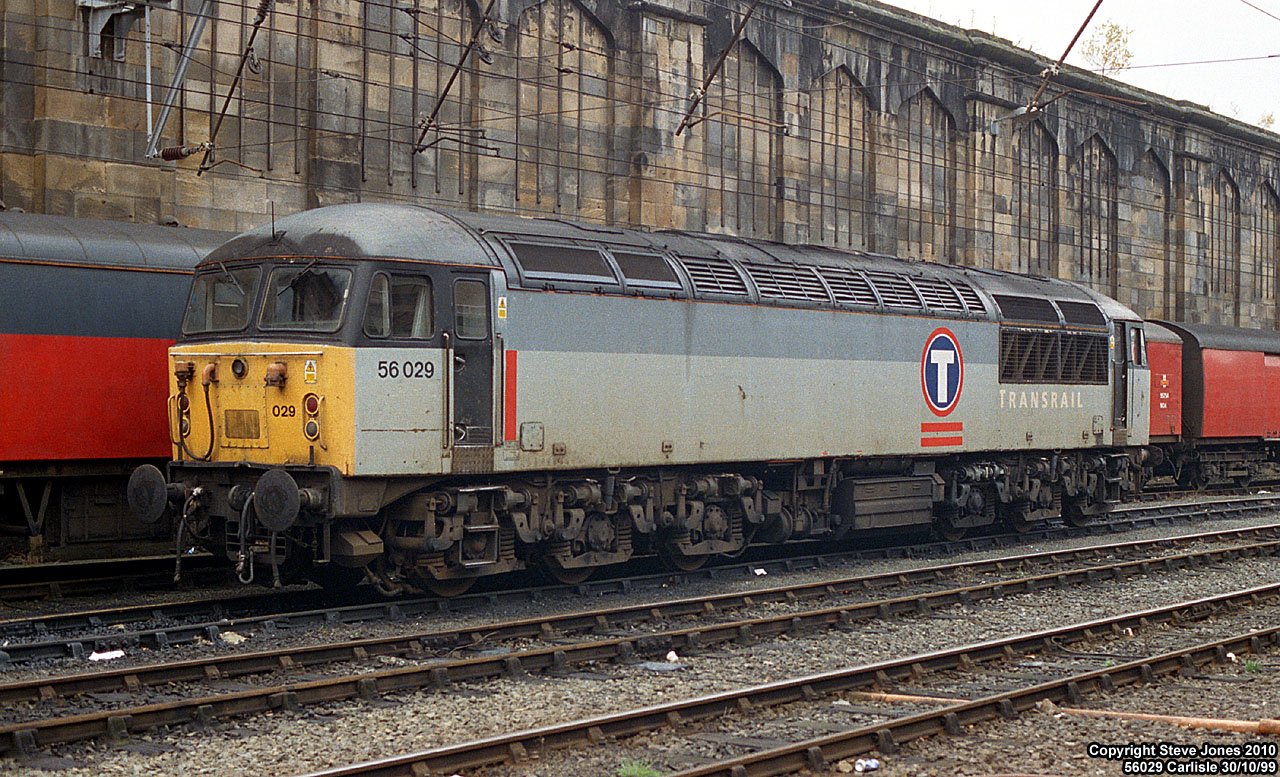
56 029 abgestellt in Carlisle (1999)
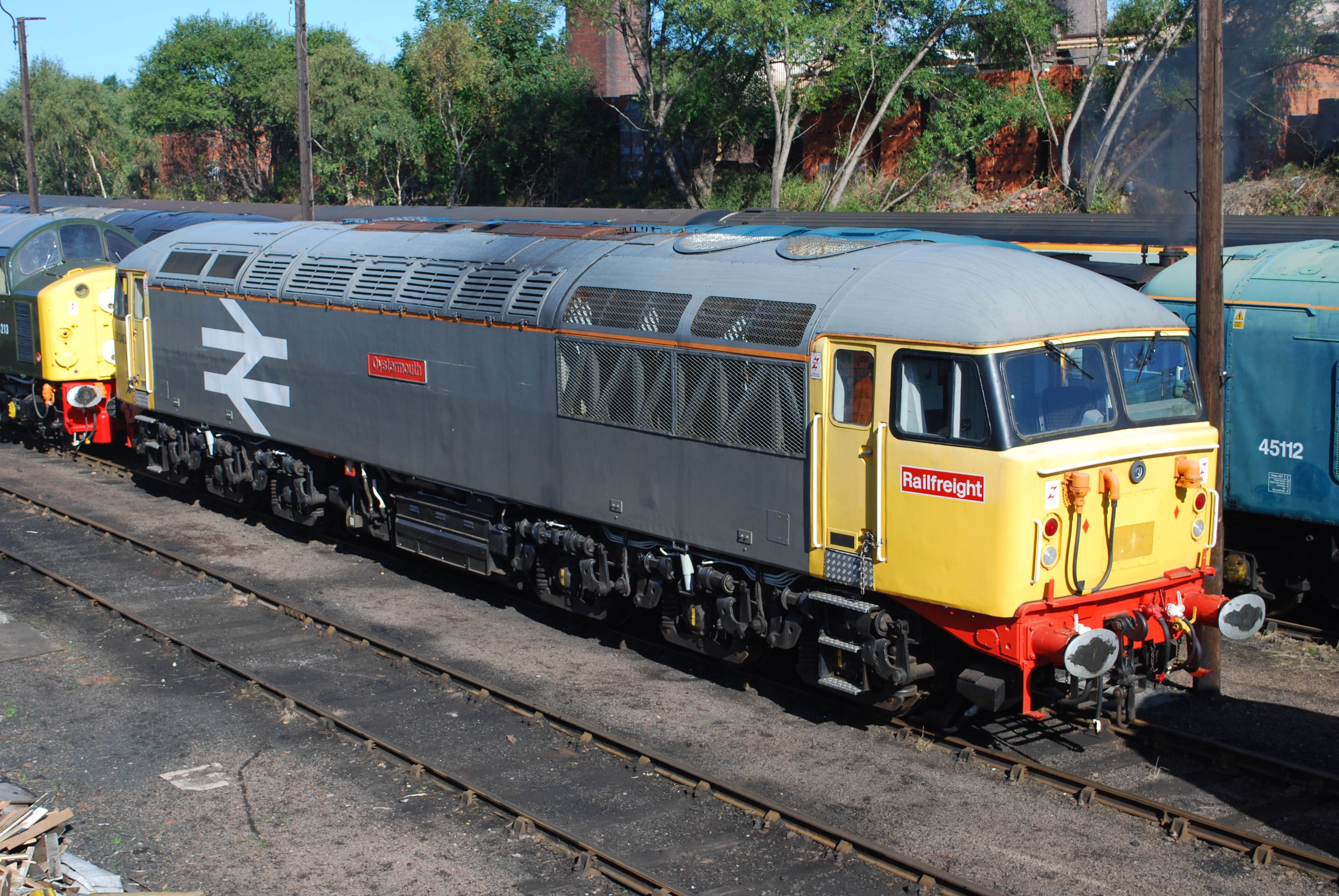
56 040 abgestellt in Barrow Hill (2010)
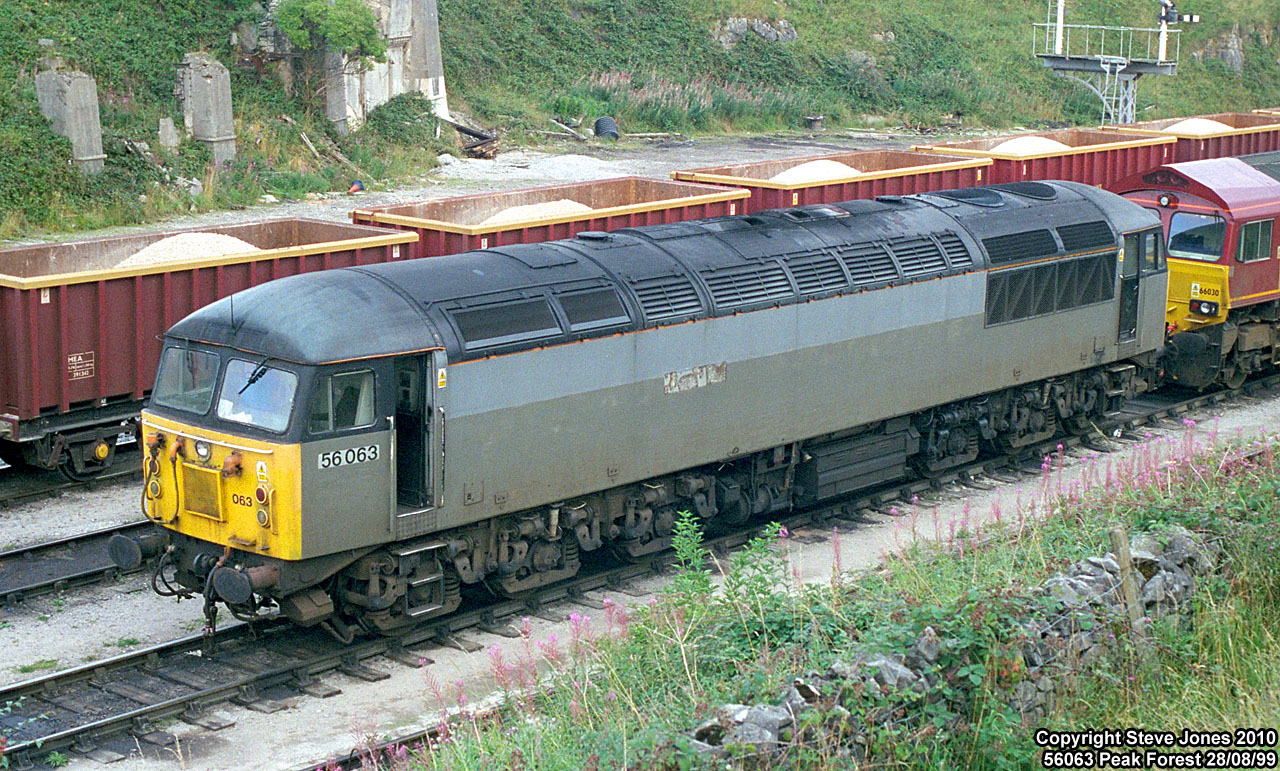
56 063 in Peak Forest (1999)
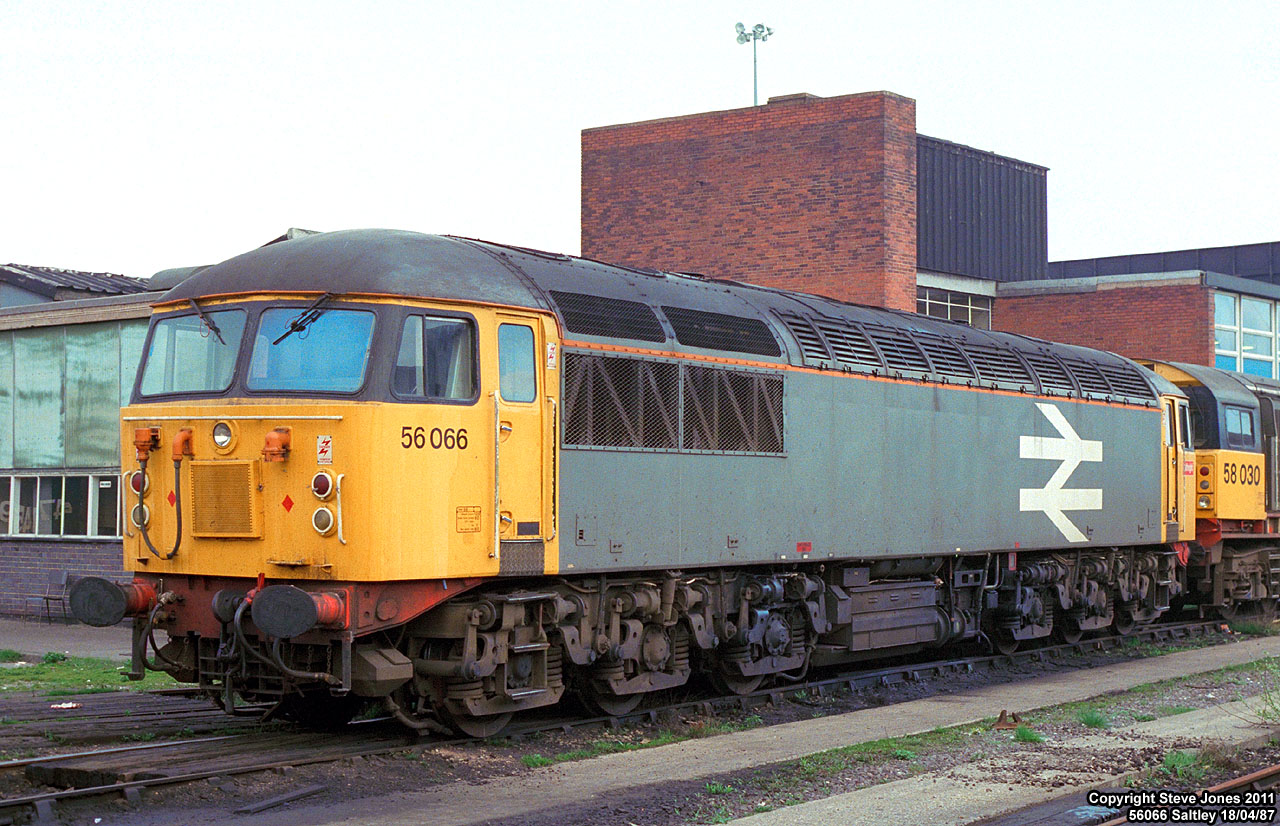
56 066 abgestellt in Saltley (1987)
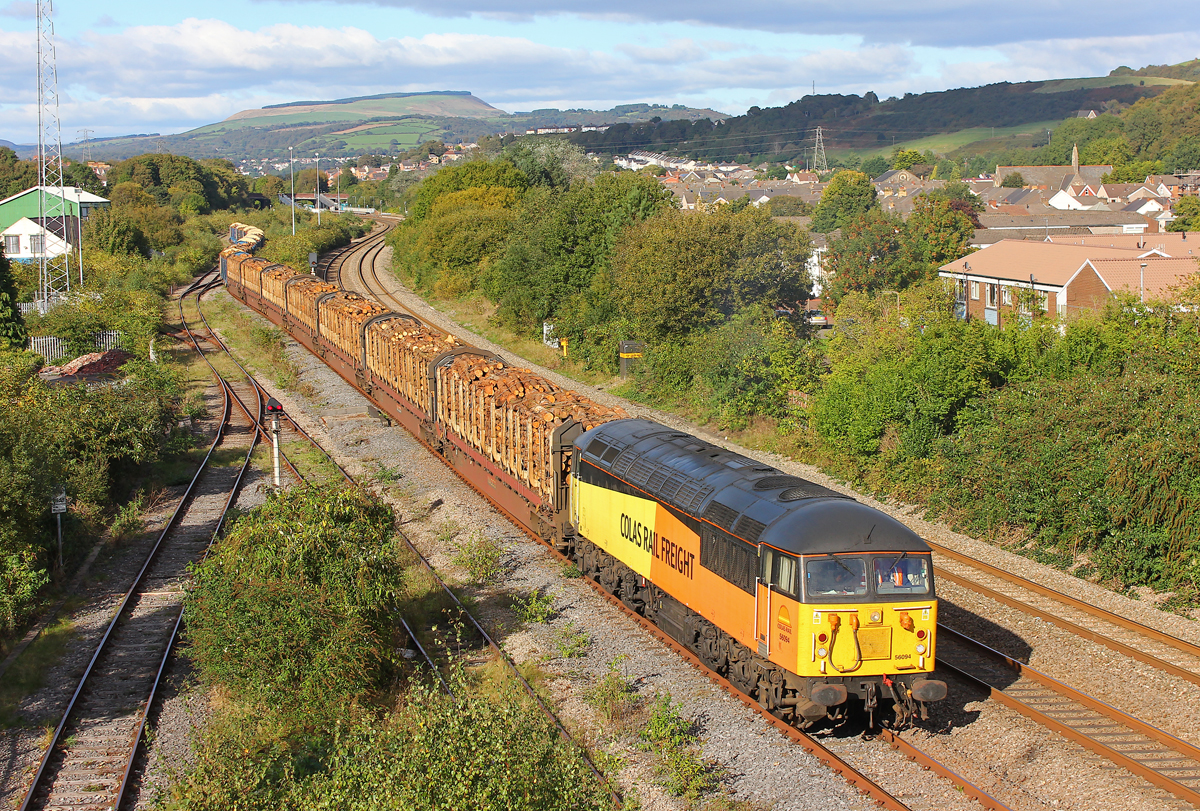
56 094 mit Holzzug in Briton Ferry (2013)
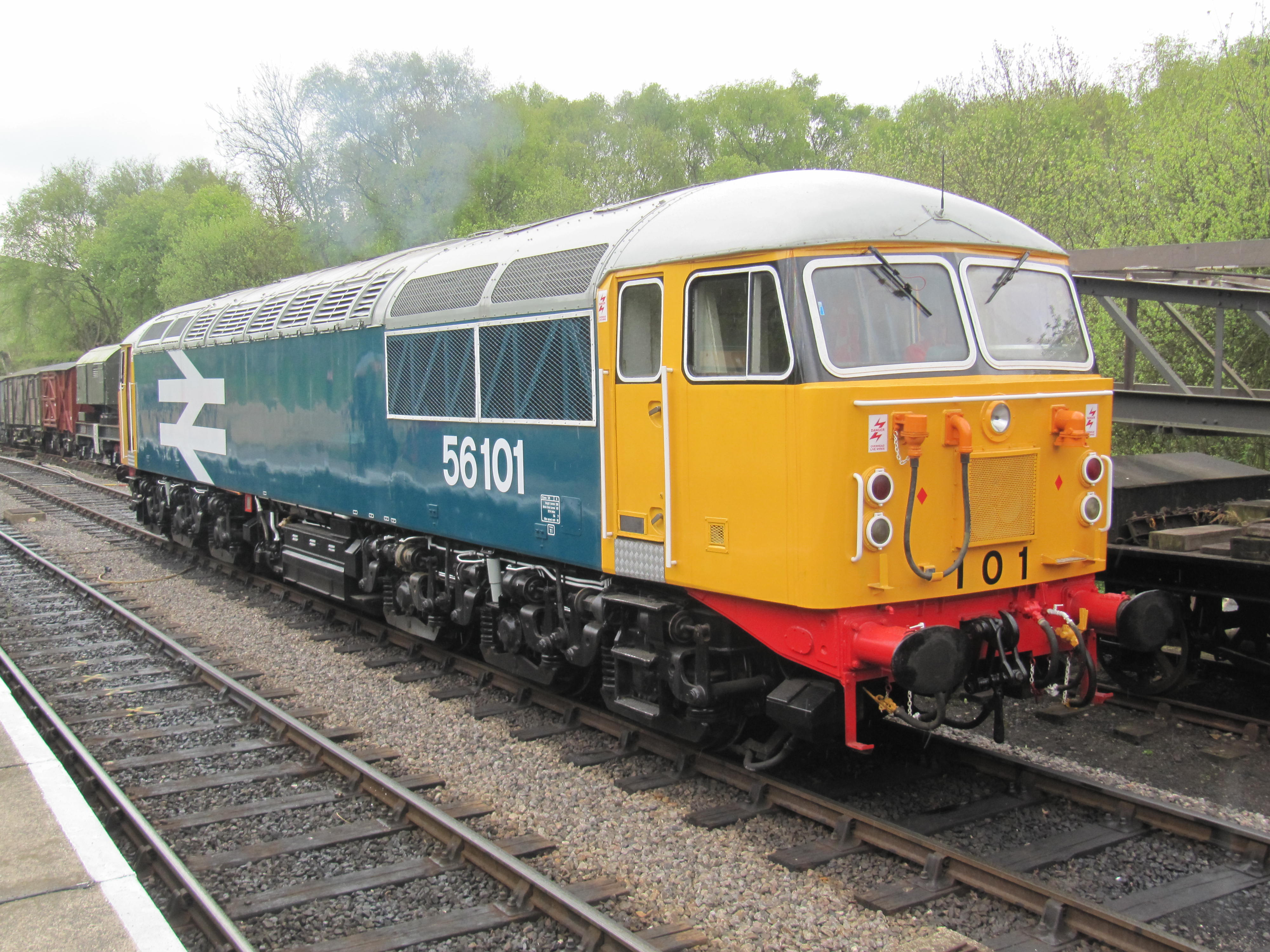
56 101 in Swanage (2010)
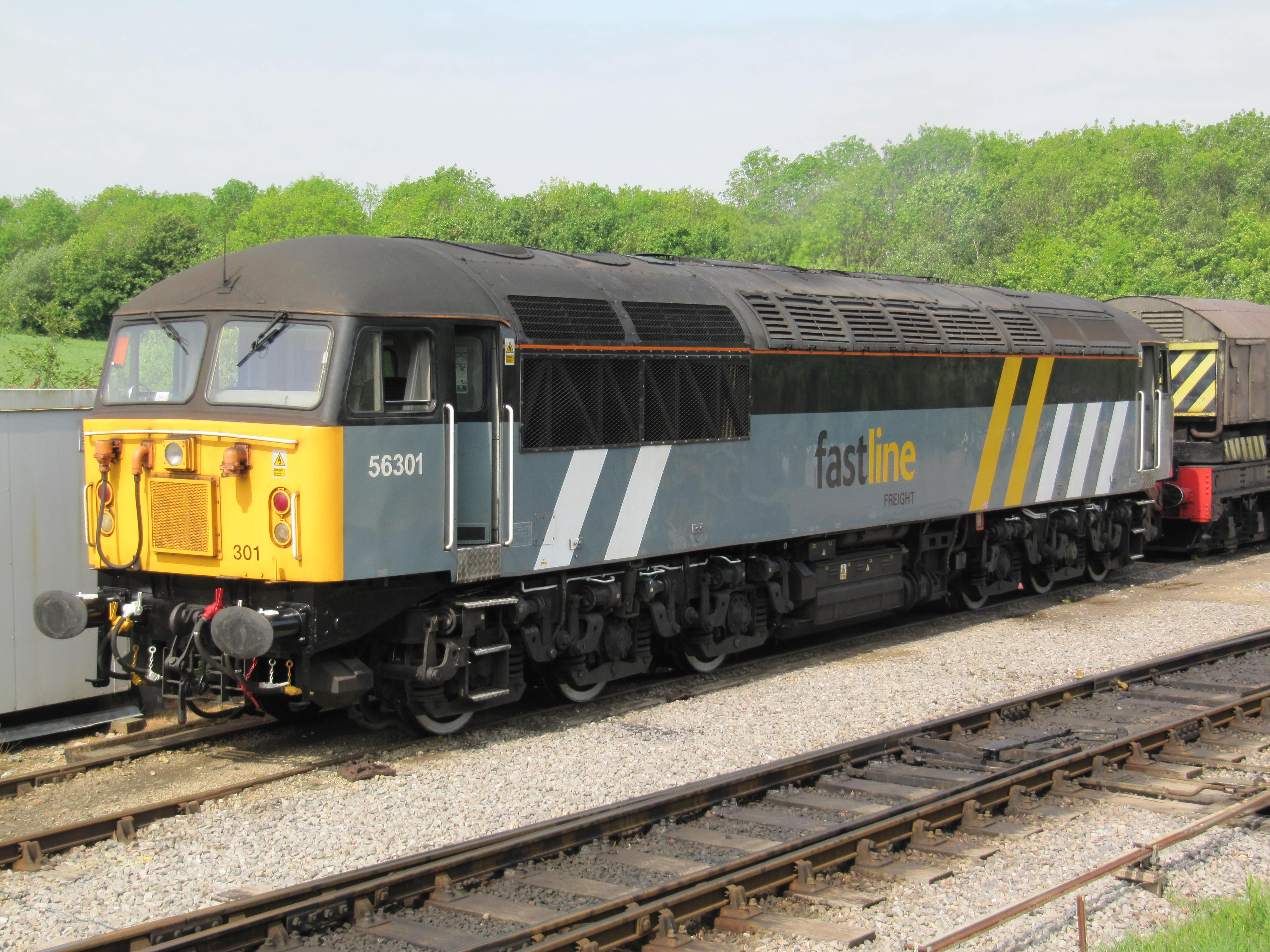
56 301 in Swanage (2011)
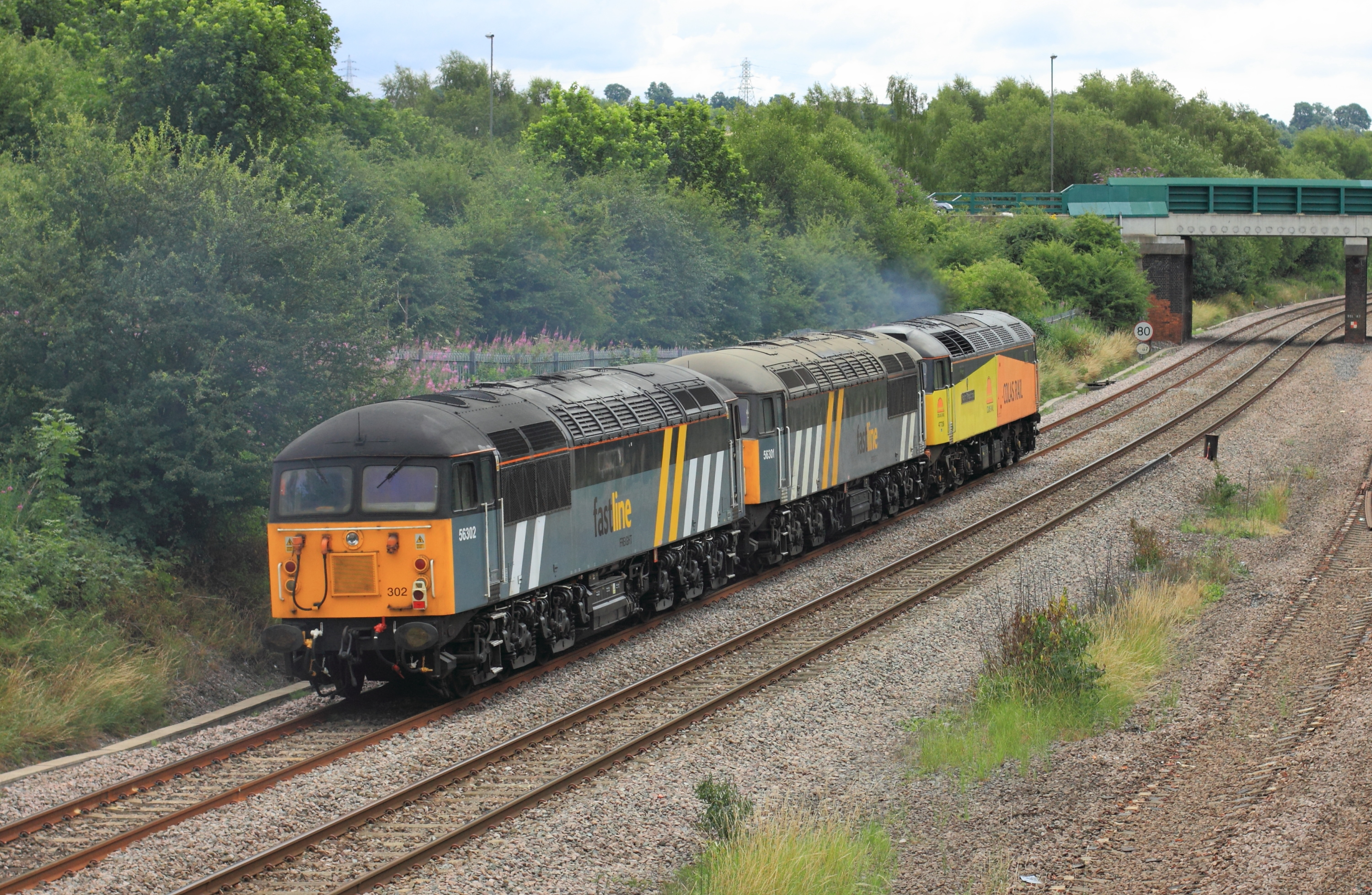
56 301 und 56 302 hinter einer Class 47 in North Wingfield (2010)
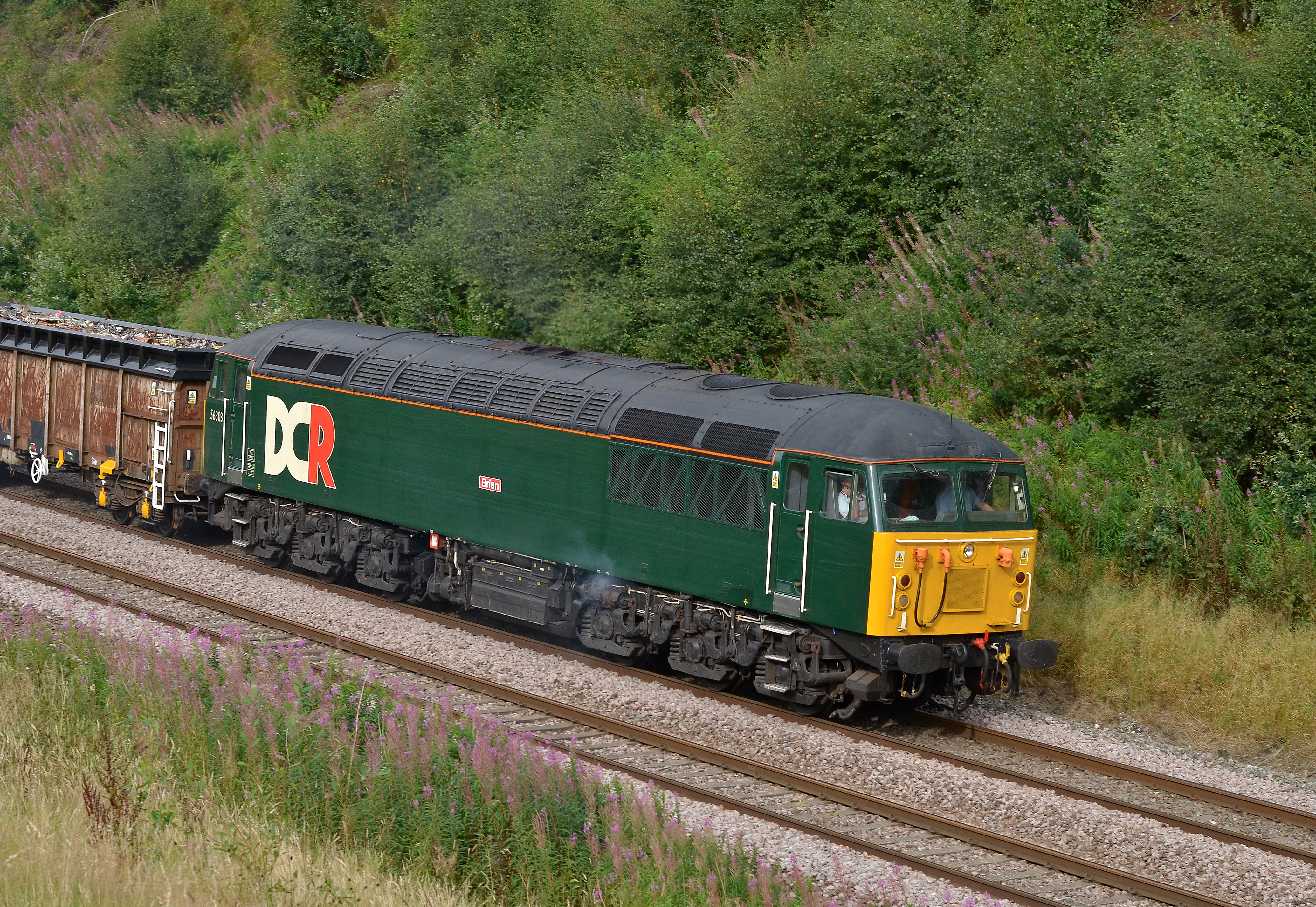
56 303 mit Güterzug nahe Clay Cross (2012)